# Городок-Бедриківський виступ козаків 1653
Городок-Бедриківський виступ козаків 1653 — стихійний бунт козаків проти політики гетьмана Б.Хмельницького, що відбувся близько 20(10) червня під м. Городок-Бедриківський на Поділлі (нині м. Городок Хмельницької обл.) і призвів до зриву походу української армії на західно-українські землі. У травні 1653 Б.Хмельницький на чолі 30 тис. українців та 12–15 тис. татар вирушив у похід проти польського війська, що стояло під м. Глиняни. Пройшовши Бар та околиці Кам'янця (нині м. Кам'янець-Подільський) через Орининське поле, зупинився обозом між Городком-Бедриківським і Бедриківцями (нині село Городоцького району Хмельницької обл.). Підрозділи українців і татар звільнили від поляків майже все Подільське воєводство і східні райони Руського воєводства. Однак в українському таборі росло невдоволення, зумовлене, зокрема, гострою нестачею продовольства й фуражу, втомою й зневірою багатьох козаків у можливість здобуття перемоги над Річчю Посполитою. За таких обставин звістка про поразку українських полків у Волощині внаслідок нерозважливих дій Т.Хмельницького стала безпосереднім приводом до бунту. У ньому взяли участь майже всі козаки за винятком полкової старшини й генеральної старшини. Бунтівники гнівно докоряли Б.Хмельницькому за довготривалість та безперспективність війни, спустошення поселень, голод, непевний союз із кримським ханом, потурання синові та погрожували переселитися до Московської держави. Гетьман спростував головні обвинувачення, але змушений був заявити про припинення походу на західно-українські землі й повернення війська до м. Біла Церква. Наступного дня українські військо й татари залишили околиці Городка-Бедриківського й рушили в Українську козацьку державу.